# Dan Tyminski

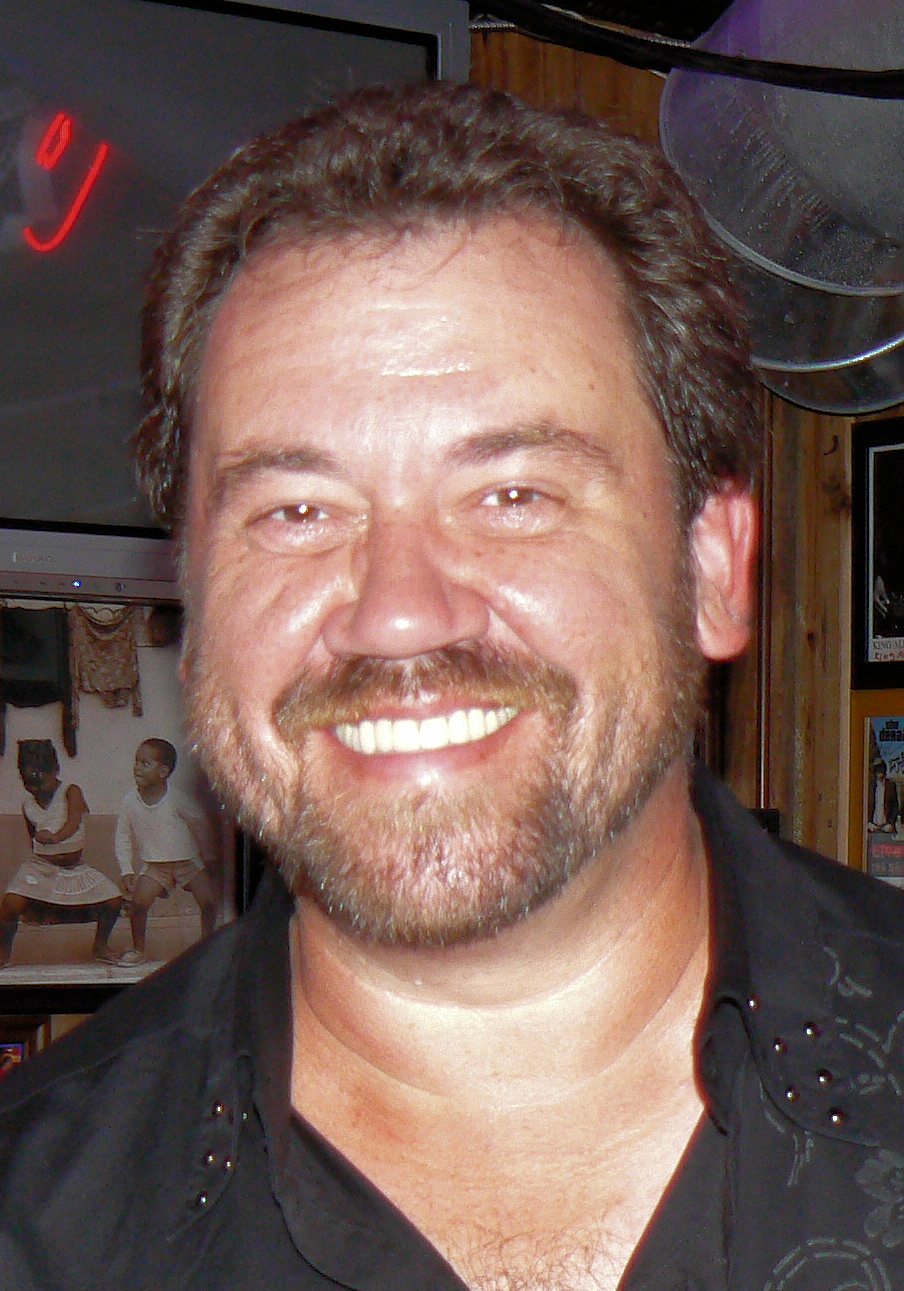
Dan Tyminski (2010)

Daniel „Dan“ John Tyminski (* 20. Juni 1967 in Rutland, Vermont) ist ein US-amerikanischer Bluegrass-Musiker (Gesang, Mandoline und Gitarre).

## Karriere
Bekannt wurde Tyminski als Mitglied der Band Union Station, die zusammen mit der Bluegrass-Sängerin Alison Krauss seit 1994 zahlreiche Alben aufgenommen hat. Zu seinen Soloprojekten gehören bislang vier Alben, Carry Me Across the Mountain (2000), Wheels (2008), Southern Gothic (2017) und God Fearing Heathen (2023). Im Jahr 2013 erlangte er große Bekanntheit, als er den Song Hey Brother des schwedischen DJs Avicii aus dessen Album True sang. Hey Brother erreichte Platz 1 der Single-Charts zahlreicher Länder, darunter Deutschland, Österreich und Schweden.
Im Zusammenhang mit seinem dritten Album verwendete er bei Konzerten und Auftritten nur seinen Familiennamen Tyminski. Während die ersten beiden Alben ausschließlich mit akustischen Instrumenten eingespielt wurden und reine Bluegrass-Alben sind, kommen in Southern Gothic verstärkt digital erzeugte Sounds und Effekte zum Einsatz. Auch melodisch und harmonisch orientiert sich sein drittes Album eher an aktuellem Pop als an Bluegrass. Seit im Jahr 2023 sein Album God Fearing Heathen erschien, für das er erstmals eine neue Band mit deutlich jüngeren Musikern als ihm selbst zusammenstellte, nennt er sich wieder mit vollständigem Namen. Das Album enthält unter anderem eine akustische Bluegrass-Version des von ihm gesungenen Avicii-Hits Hey Brother.
Für seine musikalische Tätigkeit konnte er mittlerweile zahlreiche Grammys gewinnen, unter anderem für seine Version von Man of Constant Sorrow, bekannt aus dem Film O Brother, Where Art Thou? – Eine Mississippi-Odyssee, in dem er auch dem Schauspieler George Clooney seine Stimme leiht, wenn dieser im Film singt.

## Diskografie

### Alben
| Jahr | Titel Musiklabel                                 | Höchstplatzierung, Gesamtwochen, AuszeichnungChartplatzierungen (Jahr, Titel, Musiklabel, Platzierungen, Wochen, Auszeichnungen, Anmerkungen) | Höchstplatzierung, Gesamtwochen, AuszeichnungChartplatzierungen (Jahr, Titel, Musiklabel, Platzierungen, Wochen, Auszeichnungen, Anmerkungen) | Höchstplatzierung, Gesamtwochen, AuszeichnungChartplatzierungen (Jahr, Titel, Musiklabel, Platzierungen, Wochen, Auszeichnungen, Anmerkungen) | Anmerkungen                                              |
| Jahr | Titel Musiklabel                                 | Country | Blue- grass | Heat- seekers | Anmerkungen                                              |
| ---- | ------------------------------------------------ | --- | --- | --- | -------------------------------------------------------- |
| 1985 | Green Mountain Bluegrass Trackdown Records       | — | — | — | Erstveröffentlichung: 2. März 1985                       |
| 2000 | Carry Me Across the Mountain Doobie Shea Records | — | — | — | Erstveröffentlichung: 27. Juni 2000                      |
| 2008 | Wheels Rounder Records                           | Country10 (3 Wo.)Country | Blue- grass1 (31 Wo.)Blue- grass | Heat- seekers1 (31 Wo.)Heat- seekers | Erstveröffentlichung: 17. Juni 2008 Verkäufe: + 3.000    |
| 2017 | Southern Gothic Mercury Records                  | Country8 (2 Wo.)Country | — | Heat- seekers8 (2 Wo.)Heat- seekers | Erstveröffentlichung: 20. Oktober 2017 Verkäufe: + 2.500 |
| 2023 | God fearing heathen 8 Track Entertainment        | — | — | — | Erstveröffentlichung: 23. Juni 2023                      |

### Singles
| Jahr | Titel Album      | Höchstplatzierung, Gesamtwochen, AuszeichnungChartplatzierungen (Jahr, Titel, Album, Platzierungen, Wochen, Auszeichnungen, Anmerkungen) | Höchstplatzierung, Gesamtwochen, AuszeichnungChartplatzierungen (Jahr, Titel, Album, Platzierungen, Wochen, Auszeichnungen, Anmerkungen) | Höchstplatzierung, Gesamtwochen, AuszeichnungChartplatzierungen (Jahr, Titel, Album, Platzierungen, Wochen, Auszeichnungen, Anmerkungen) | Höchstplatzierung, Gesamtwochen, AuszeichnungChartplatzierungen (Jahr, Titel, Album, Platzierungen, Wochen, Auszeichnungen, Anmerkungen) | Höchstplatzierung, Gesamtwochen, AuszeichnungChartplatzierungen (Jahr, Titel, Album, Platzierungen, Wochen, Auszeichnungen, Anmerkungen) | Anmerkungen                                                                             |
| Jahr | Titel Album      | DE | AT | CH | UK | US | Anmerkungen                                                                             |
| ---- | ---------------- | --- | --- | --- | --- | --- | --------------------------------------------------------------------------------------- |
| 2013 | Hey Brother True | DE1 ×2Doppelplatin · (40 Wo.)DE | AT1 Platin · (33 Wo.)AT | CH1 Platin · (46 Wo.)CH | UK2 ×3Dreifachplatin · (45 Wo.)UK | US16 ×4Vierfachplatin · (23 Wo.)US | Erstveröffentlichung: 28. Oktober 2013 Verkäufe: + 8.841.200; Avicii feat. Dan Tyminski |

Weitere Singles
- 2017: Bloodline
- 2017: Southern Gothic